# دریم‌فکتوری
دریم‌فکتوری (انگلیسی: DreamFactory) شرکت بازی ویدئویی  ژاپنی است، که در سال ۱۹۹۵ تأسیس شد.
این شرکت بازی سازی بیشتر به خاطر توسعه بازی‌های مبارزه‌ای و بیت ام آپ، مانند سری بازی‌های مبارزه‌ای Tobal No. 1 و عنوان پرطرفدار پلی‌استیشن ۲ The Bouncer شناخته می شود که هر دو تحت شرکت اسکوئر توسعه یافته‌بودند.
رئیس این شرکت، سه‌ایچی ایشی، یک کهنه‌کار در این صنعت است که به‌عنوان طراح و کارگردان اولیه دو بازی‌ مبارزه‌ای خدمت کرده است: ورچوئا فایتر(منتشر شده توسط سگا) و تکن (منتشر شده توسط نامکو).
اواخر سال گذشته تامی یک بازی جدید Toshinden را برای Wii معرفی کرد. اسکرین شات ها نشان داده شد، اما ما از آن زمان بازی را ندیده ایم یا در مورد آن چیزی نشنیده ایم. در صحبت با Tomy USA متوجه شدم که Toshinden به عنوان یک پروژه ترکیبی رسانه ای شبیه به .hack برنامه ریزی شده است. Dream Factory، توسعه دهندگان Ehrgeiz و Tobal No. 1 در حال کار بر روی این بازی هستند. چند قطعه جدید از هنر مفهومی در وبلاگ Toshinden ظاهر شد، اما بازی هنوز تاریخ انتشار ندارد.